# Brug 2380
Brug 2380 is een vaste brug in Amsterdam Nieuw-West, Amsterdam.
De brug vormt de toegang tot de Brettenzone vanuit Halfweg. In het verleden kon men eenvoudig van dat dorp naar de Brettenzone gaan via een fietspad langs De Groote Braak. De aanleg van de Westrandweg/Rijksweg 5 zorgde voor een belemmering. Door een kunstwerk konden fietsers alsnog via de straat Daveren (vernoemd naar de 17e-eeuwse Nederlandse naam voor Dover) tussen park en dorp reizen. Brug 2380 werd door de rijksweg de meest westelijke brug in het park.

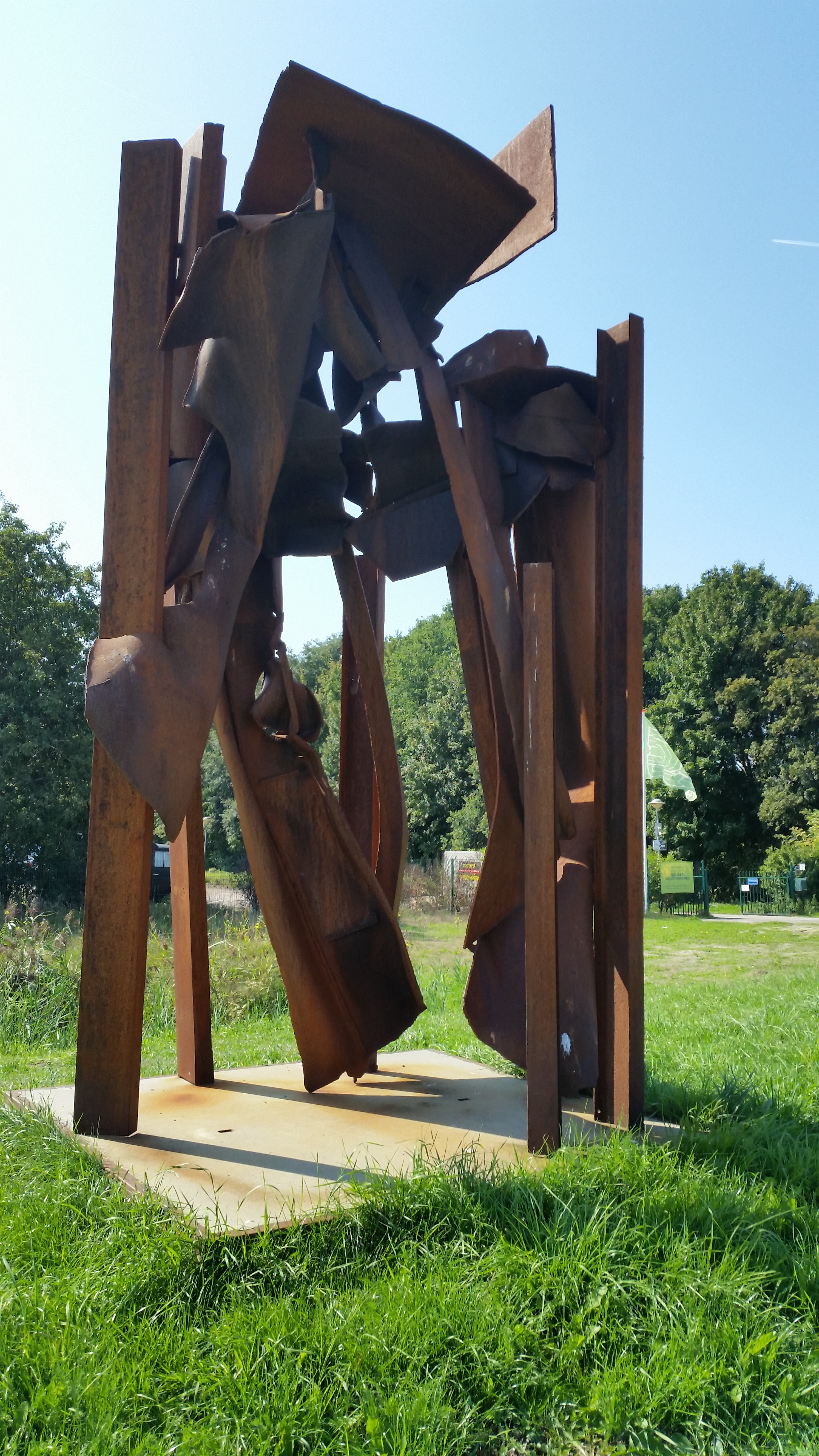
Brettensuite nr. 20 (september 2018)

Vanaf de inrichting van het park is de brug geheel van hout; er hoefden alleen voetgangers en fietsers overheen. Ze werd in 2008 gebouwd van een houten paalfundering, houten brugpijlers, houten overspanning, houten leuningen en houten planken. Het hout werd daarbij vermoedelijk alleen geïmpregneerd; het werd niet geschilderd. De brug werd in 2017/2018 vervangen door een nieuw exemplaar door bouwbedrijf Dura Vermeer onderdeel Prinsen Waterbouw. Ook dat exemplaar is geheel van hout, ook weer niet beschilderd. 
De brug geeft tevens het begin/eind aan van het Brettenpad en de daarover lopende Beeldenroute Brettensuite van Herbert Nouwens. Brettensuite nr. 20 is daarbij het meest westelijke beeld van de route en bijna net zo groot als, zo niet groter dan, de brug over een afwateringstocht. 